# Большая Шильна
Большая Шильна — село в Тукаевском районе Татарстана. Входит в состав Малошильнинского сельского поселения.

## География
Находится на реке Шильна у северо-восточных окраин города Набережные Челны. К северу от села простирается Боровецкий лес — часть национального парка «Нижняя Кама».

## История
Основано в XVII веке. Упоминалось также как Архангельское. В XVIII—XIX веках близ села действовал Шилвенский медеплавильный завод. В 1823 году была построена Троицкая церковь (ныне действующая с 1993 года). В начале XX в. здесь функционировали земское училище, хлебозапасный магазин, водяные мельница, 3 бакалейные лавки. Ныне превратилось в пригород Набережных Челнов.

## Население
| 1795 | 1870 | 1897 | 1913 | 1926 | 1949 | 1958 | 1970 | 1989 | 2002 | 2010 | 2012 | 2021 |
| ---- | ---- | ---- | ---- | ---- | ---- | ---- | ---- | ---- | ---- | ---- | ---- | ---- |
| 424  | 1212 | 1157 | 1356 | 1269 | 1218 | 742  | 698  | 279  | 274  | 588  | 661  | 3427 |

Национальный состав: 2002 - русские (89%).

## Инфраструктура
В селе имеется начальная школа, клуб, библиотека.